# Basket Case (bài hát)
"Basket Case" là một bài hát của ban nhạc rock người Mỹ Green Day, được Reprise Records chọn làm đĩa đơn thứ hai trích từ album phòng thu thứ ba của ban nhạc là Dookie (1994), phát hành vào ngày 1 tháng 8 năm 1994. Ca khúc có năm tuần đứng ngôi đầu bảng xếp hạng Billboard Alternative Songs của Hoa Kỳ và nhận được một đề cử giải Grammy ở hạng mục Trình diễn song tấu hoặc nhóm nhạc rock xuất sắc nhất. Video âm nhạc của bài do Mark Kohr làm đạo diễn và được ghi hình ở một viện tâm thần bỏ hoang tại California. Năm 2001, ca khúc xuất hiện trong album tuyển tập của nhóm là International Superhits!. Năm 2021, "Basket Case" được xếp thứ 150 trong danh sách cập nhật "500 bài hát vĩ đại nhất mọi thời" của tạp chí Rolling Stone.

## Hoàn cảnh ra đời và thu âm
Giọng ca kiêm nghệ sĩ guitar Billie Joe Armstrong của Green Day cho biết "Basket Case" nói về cuộc đấu tranh của anh với chứng lo âu; trước khi bị chẩn đoán mắc rối loạn hoảng sợ nhiều năm về sau, anh từng nghĩ mình sẽ phát điên. Armstrong bình luận về thời gian ấy: "Cách duy nhất mà tôi có thể biết được chuyện quái gì đang diễn ra là sáng tác một bài hát nói về nó."
"Basket Case" là một trong số các bài hát mà nhà sản xuất Rob Cavallo nghe được khi ông nhận băng demo của Green Day. Lúc đầu, ca khúc được sáng tác thành một bản ballad tình ca, song ông đã bỏ phần lời gốc để thay bằng phần lời mới như trong bài hát hiện tại. Cuối cùng, ông giúp ban nhạc ký hợp đồng với Reprise Records vào giữa năm 1993. Green Day và Cavallo đã thu thanh phiên bản "Basket Case" được phát hành trong tác phẩm ra mắt hãng thu âm lớn đầu tiên của họ - Dookie từ tháng 9 đến tháng 10 năm 1993 tại Fantasy Studios ở Berkeley, California.
Tháng 4 năm 2021, Armstrong tiết lộ trong cuốn sách Welcome to My Panic rằng anh sáng tác ca khúc trong đang chơi speed ở Glasgow, Scotland.

## Sáng tác
"Basket Case" là một ca khúc punk rock và pop punk, được trình bày ở điệu tính Mi giáng. Phiên khúc mở đầu bài chỉ có phần hát và tiếng guitar của Armstrong. Đến cuối phần điệp khúc đầu tiên, các thành viên còn lại trong ban nhạc mới bắt đầu nhập cuộc: Tré Cool thêm những câu fill tốc độ trên trống mèo (tom drums) và chuyển khúc dữ dội, còn Mike Dirnt thêm thắt một câu bass (bass line) tương tự như giai điệu phần hát. Ở phiên khúc thứ hai, "Basket Case" ám chỉ mời gọi một trai mại dâm; Armstrong lưu ý: "Tôi muốn thử thách bản thân và thính giả có thể là bất kì ai. Đó còn là việc nhìn ra thế giới và nói: 'Đó không phải là đen và trắng như bạn nghĩ đâu. Đây không phải gã điếm của ông nội bạn – hay có thể là thế thật.'" Tiến trình hợp âm của bài hát gần tương tự như tác phẩm Canon cung Rê trưởng.

## Phát hành và đón nhận
"Basket Case" được chọn làm đĩa đơn thứ hai phát hành từ Dookie, sau "Longview". Ca khúc đoạt ngôi đầu bảng xếp hạng Billboard Modern Rock Tracks, và nắm giữ vị trí này trong năm tuần. Năm 1995, bài hát nhận được một đề cử giải Grammy ở hạng mục Trình diễn song tấu hoặc nhóm nhạc rock xuất sắc nhất.
Trong phần bình luận về bảng xếp hạng hàng tuần ở Anh, James Masterton viết: "Một tác phẩm kinh điển ngay tức thì [...] đây nhất định là một trong các bài hit nhạc alternative Top 10 gây sốt nhất kể từ "Creep" của Radiohead. Thật khó để nói trước ca khúc sẽ đi được đến đâu, nhưng nhạc phẩm có khả năng mở ra cánh cửa dành cho một làn sóng các ban nhạc trẻ của Mỹ thời hậu Nirvana - những người hiện đang tạo nên làn sóng ở bên kia Đại Tây Dương." Andrew Mueller từ Melody Maker bình luận: "Bản thân Green Day là một nhóm chơi rock nhiệt tình, khéo léo học được một hoặc hai chiêu trò từ The Buzzcocks và The Ramones, và là kiểu ban nhạc mà tôi lấy làm tiếc khi nghĩ họ có thể là tương lai của rock'n'roll nếu như tôi nốc rượu đủ say để hạ nốc ao một con bò." Một cây viết từ Music Week chấm ca khúc ba trên năm điểm, miêu tả ca khúc là "lát cắt dễ nổi cáu của những kẻ vẫy cờ Thế hệ X từ giới nhạc punk Bay Area". John Mulvey từ tạp chí NME viết: "Những anh hùng lâu năm của giới nhạc skatepunk Mỹ. Green Day là These Animal Men không để kiểu đầu Brit-mod dở hơi và có những bài hát ổn hơn một chút. Sôi nổi, hơi dễ tổn thương và gây phiền một chút, song trên đời có những thứ còn tệ hơn nữa. Ví dụ như 'Speed King' chẳng hạn." Sau khi được tái phát hành, một cây viết khác của NME là Andy Richardson khen ca khúc là "một pha khịt mũi punk không cưỡng lại nổi, một vụ nổ dữ dội dài ba phút hoặc hoặc một bài nhạc tuyệt hay để phát ở tâm trạng tốt trước khi bạn ra ngoài, tùy vào cách bạn nhìn ca khúc ra sao." Paul Evans từ ấn phẩm Rolling Stone xem ca khúc là một "tiệc quẩy", lưu ý rằng ca từ của Green Day đã "ghi điểm bằng những cú đánh graffiti". Charles Aaron từ Spin xếp "Basket Case" ở vị trí số 19 trong danh sách "Top 20 đĩa đơn của năm" vào tháng 12 năm 1994. Troy J. Augusto từ Variety nhận xét ca khúc là "tiệc quẩy tâm thần".

## Video âm nhạc
Video âm nhạc (MV) đi kèm bài "Basket Case" do Mark Kohr làm đạo diễn. MV được ghi hình ở một viện tâm thần có thật tên là Trung tâm phát triển Agnews tại Santa Clara County, California, theo đề xuất của các thành viên trong ban nhạc. Viện tâm thần đã bị bỏ hoang, song phần lớn cấu trúc của viện đang trong tình trạng đổ nát. Các thành viên tìm ra những hồ sơ bệnh nhân cũ, vết cào sâu trên tường và khuôn răng nằm rải rác khắp nơi. Video thường liên hệ đến các bộ phim One Flew Over the Cuckoo's Nest và Brazil. Ban đầu video được ghi hình theo kiểu đơn sắc với phần đổ màu bổ sung sau, do đó tạo nên ngoại hình siêu thực và bão hòa quá mức.
Video đã nhận được chín đề cử của giải Video âm nhạc của MTV vào năm 1995: Video của năm, Video nhóm xuất sắc nhất, Video hard rock/metal xuất sắc nhất, Video nhạc alternative xuất sắc nhất, Video đột phá, Chỉ đạo xuất sắc nhất, Dựng video xuất sắc nhất, Quay video xuất sắc nhất và Giải Lựa chọn của người xem. Video không thắng được ở bất kì hạng mục nào được đề cử.
Sau đó video của "Basket Case" được xuất bản trên kênh YouTube chính thức của Green Day vào tháng 10 năm 2009. MV tích lũy hơn 339 triệu người xem tính đến tháng 1 năm 2024. Tháng 2 năm 2024, video được phục dựng ở định dạng 4K.

## Tác động và di sản
Năm 2006, trong chương trình Lock Up Special của Mike Davies và Zane Lowe phát trên kênh BBC Radio 1, thính giả đã bầu chọn "Basket Case" là bài hát punk rock vĩ đại nhất mọi thời. Năm 2009, VH1 ghi danh tác phẩm ở vị trí thứ 33 trong danh sách bài hát hard rock hay nhất mọi thời. Năm 2021, Kerrang xếp ca khúc ở vị trí thứ ba trong danh sách 20 bài hát hay nhất của Green Day, đồng thời nhạc phẩm được xếp thứ 150 trong "500 bài hát vĩ đại nhất mọi thời" của Rolling Stone cùng năm ấy. Năm 2022, American Songwriter liệt "Basket Case" ở vị trí thứ hai trong danh sách 10 bài hát hay nhất của Green Day.

## Trong văn hóa đại chúng
"Weird Al" Yankovic đã đưa "Basket Case" vào bản polka medley "The Alternative Polka" từ album Bad Hair Day (1996).
Tháng 8 năm 2017, ban nhạc pop rock người Anh Bastille phát hành môt phiên bản của ca khúc ở loạt phim truyền hình The Tick của Peter Serafinowicz, song bài hát chưa từng được sử dụng trong phim.
Nữ ca sĩ, nhạc sĩ Avril Lavigne đã cover và phát hành ca khúc làm đĩa đơn quảng bá, cô thể hiện bài hát ở tour diễn chính đầu tiên mang tên Try to Shut Me Up Tour.
Năm 2024, ca khúc được chọn làm jam track ở Fortnite Festival của trò chơi Fortnite, cùng với "Welcome to Paradise" và  "When I Come Around".
Bài hát đã xuất hiện trong trò chơi video BMX XXX. Tác phẩm cũng dự kiến xuất hiện trong trò chơi dance rhythm Just Dance 2025 Edition.

## Danh sách ca khúc
| - Initial pressing 1. "Basket Case" – 3:01 2. "On the Wagon" – 2:48 3. "Tired of Waiting for You" – 2:30 4. "409 in Your Coffeemaker" [Unmixed] – 2:49 - Alternate pressing/Limited edition pressing 1. "Basket Case" – 3:01 2. "Longview" (trực tiếp) – 3:30 3. "Burnout" (trực tiếp) – 2:03 4. "2,000 Light Years Away" (trực tiếp) – 2:49 Note: Các bài được thu được trực tiếp vào ngày 11 tháng 3 năm 1994 tại Jannus Landing, St. Petersburg, Florida. Ba bài này cũng có mặt trong đĩa EP thu trực tiếp Live Tracks | - Japanese version 1. "Basket Case" – 3:01 2. "She" – 2:14 3. "Emenius Sleepus" – 1:43 - 7-inch vinyl singles box set 1. "Basket Case" – 3:01 2. "When I Come Around" – 2:58 3. "Having a Blast" – 2:44 4. "When I Come Around" (trực tiếp từ Stockholm, Thụy Điển) — 2:49 |

## Đội ngũ sản xuất
- Sáng tác: Billie Joe Armstrong, Mike Dirnt, Tré Cool
- Sản xuất: Rob Cavallo, Green Day

## Xếp hạng
| Xếp hạng (1994–1995)                     | Vị trí cao nhất |
| ---------------------------------------- | --------------- |
| Úc (ARIA)                                | 85              |
| Bỉ (Ultratop 50 Flanders)                | 26              |
| Bỉ (Ultratop 50 Wallonia)                | 21              |
| Canada Top Singles (RPM)                 | 12              |
| Đan Mạch (Hitlisten)                     | 19              |
| European Hot 100 Singles (Music & Media) | 11              |
| Pháp (SNEP)                              | 35              |
| Đức (GfK)                                | 18              |
| Iceland (Íslenski Listinn Topp 40)       | 11              |
| Ireland (IRMA)                           | 11              |
| Netherlands (Dutch Top 40 Tipparade)     | 4               |
| Hà Lan (Single Top 100)                  | 39              |
| New Zealand (Recorded Music NZ)          | 21              |
| Na Uy (VG-lista)                         | 2               |
| Scotland (OCC)                           | 9               |
| Thụy Điển (Sverigetopplistan)            | 3               |
| Anh Quốc (OCC)                           | 7               |
| Hoa Kỳ Radio Songs (Billboard)           | 26              |
| Hoa Kỳ Alternative Songs (Billboard)     | 1               |
| Hoa Kỳ Mainstream Rock (Billboard)       | 9               |
| Hoa Kỳ Pop Airplay (Billboard)           | 16              |

| Xếp hạng (2023)                      | Vị trí cao nhất |
| ------------------------------------ | --------------- |
| Japan Hot Overseas (Billboard Japan) | 19              |

| Xếp hạng (1994)               | Vị trí |
| ----------------------------- | ------ |
| Canada Top Singles (RPM)      | 89     |
| Thụy Điển (Sverigetopplistan) | 51     |

| Xếp hạng (1995)                          | Vị trí |
| ---------------------------------------- | ------ |
| Bỉ (Ultratop 50 Wallonia)                | 50     |
| European Hot 100 Singles (Music & Media) | 74     |
| Đức (Official German Charts)             | 40     |
| Norway Winter Period (VG-lista)          | 2      |
| Thụy Điển (Sverigetopplistan)            | 22     |

## Chứng nhận
| Quốc gia                                                                                             | Chứng nhận  | Số đơn vị/doanh số chứng nhận |
| --- | ----------- | ----------------------------- |
| Canada (Music Canada)                                                                                | 6× Bạch kim | 480.000‡                      |
| Đan Mạch (IFPI Đan Mạch)                                                                             | Vàng        | 45.000‡                       |
| Ý (FIMI)                                                                                             | 2× Bạch kim | 200.000‡                      |
| Nhật Bản (RIAJ)                                                                                      | Vàng        | 100.000*                      |
| Anh Quốc (BPI)                                                                                       | 2× Bạch kim | 1.200.000‡                    |
| * Chứng nhận dựa theo doanh số tiêu thụ. ‡ Chứng nhận dựa theo doanh số tiêu thụ và phát trực tuyến. |             |                               |

## Lịch sử phát hành
| Vùng                                     | Ngày                | Định dạng                | Hãng thu âm | Th.khảo |
| ---------------------------------------- | ------------------- | ------------------------ | ----------- | ------- |
| Hoa Kỳ                                   | 1994                | Phát thanh               | Reprise     |         |
| Vương quốc Liên hiệp Anh                 | 1 tháng 8 năm 1994  | 7-inch vinyl CD cassette | Reprise     | [ 77 ]  |
| Vương quốc Liên hiệp Anh (tái phát hành) | 16 tháng 1 năm 1995 | 7-inch vinyl CD cassette | Reprise     | [ 78 ]  |
| Nhật Bản                                 | 25 tháng 6 năm 1995 | CD                       | Reprise     | [ 79 ]  |